# HMS Lively (1804)
HMS Lively (1804) — 38-пушечный  фрегат пятого ранга. Десятый корабль Королевского флота, названный HMS Lively. Заложен в ноябре 1801 года. Спущен на 
воду 23 июля 1804 года на королевской верфи в Вулвиче. Был прототипом одноименного типа фрегатов Lively разработанного для Королевского флота сэром Уильямом Рулом. Это был один из наиболее успешных 
британских проектов фрегатов периода наполеоновских войн, после того как прототип был спущен на воду, с 1803 года по 1812 год 
были заказаны еще пятнадцать кораблей .

## Служба
В октябре 1804 года Lively находился под командованием капитана (позже вице-адмирал) сэра Грэма Хаммонда.
5 октября  английская эскадра из четырех фрегатов (Lively, Medusa, Indefatigable и Amphion) под командованием коммодора Грэма Мура на Indefatigable, возле Кадиса перехватили четыре испанских фрегата под командованием контр-адмирала Дона Хосе Бустаманте . Эти фрегаты перевозили золото, серебро, а также множество других ценных товаров из Южной Америки в Испанию. Испания в то время была одной из нейтральных стран, но демонстрировала явные признаки подготовки к войне в союзе с наполеоновской Францией. Действуя по приказу Адмиралтейства Мур потребовал, чтобы испанцы изменили свой курс и плыли в Англию. Адмирал Бустаманте ответил отказом, после чего начался бой .
Спустя девять минут после начала сражения один из снарядов Amphion угодил в пороховой погреб Mercedes, и испанский фрегат взорвался. В течение минуты или двух после этого на Fama спустили флаг в знак капитуляции, но, когда Medusa прекратила обстреливать её, вновь его подняли, и попытались сбежать. Выдержав в течение 17 минут сильный огонь Indefatigable, и видя приближение нового противника — Amphion, который подходил со стороны её правого борта, Medea сдалась. Ещё через пять минут Clara сделала то же самое, и тогда Lively двинулся за Medusa, чтобы помочь ей в погоне за Fama. Примерно в 12:45 пополудни Lively, будучи очень быстроходным судном, догнал испанский фрегат и тот сдался .
На борту Indefatigable не было жертв. Amphion потерял пять человек ранеными, один из них тяжело. На борту Lively было двое убитых и четверо раненых. Medea была взята на Королевский флот как HMS Iphigenia (позднее переименованный в HMS Imperieuse), Santa Clara как HMS Leocadia и Fama как HMS Fama .
Добыча была очень большой, и если бы она рассматривалась как военный приз, то Мур и его капитаны стали бы чрезвычайно 
богатыми. Но деньги и корабли были объявлены "Прерогативой Адмиралтейства" и капитанам и экипажам досталась лишь небольшая 
добровольная выплаты в размере £ 160,000, а также доходы от продажи самих кораблей .
7 декабря Lively и Polyphemus захватили испанский фрегат Santa Gertruyda у мыса Санта-Мария. Королевский флот взял её на службу как Santa Gertruda, но не эксплуатировал этот 40-летний корабль. Вместо этого он использовал его в качестве принимающего корабля в гавани Плимута .
В марте 1805 года Lively принял участие в военной экспедиции в Италию сэра Джеймса Крейга. Наряду с HMS Dragon, флагманом Крейга, и HMS Ambuscade, Lively сопровождал флот транспортов на Мальту .
18 сентября 1809 года Lively вместе с Plover захватили французский капер Aurore.

## Гибель
10 августа 1810 года сопровождая торговый конвой на Мальту, HMS Lively сел на мель на скалах возле берегов Мальты. Весь экипаж удалось спасти, никто не погиб. Рабочие с верфи в Валлетте безуспешно пытались снять его с мели. Работа продолжалась до конца сентября, когда он был брошен после того, как с него сняли всё, что представляло какую-либо ценность. Военный трибунал 
расжаловал штурмана за то, что подвел корабль так близко к берегу, и сделал выговор вахтенному офицеру .